# Felipe Orts
Orts  Lloret est un nom espagnol. Le premier nom de famille, en général paternel, est Orts ; le second, en général maternel, souvent omis, est Lloret.
Felipe Orts Lloret (né le 1er avril 1995 à La Vila Joiosa) est un coureur cycliste espagnol, spécialiste du cyclo-cross. Dans cette discipline, il est notamment multiple champion d'Espagne et vice-champion d'Europe en 2024.

## Biographie
En tant que juniors et chez les moins de 23 ans, Felipe Orts est  multiple champion national de cyclo-cross. Lors de sa dernière année chez les espoirs, il est vice-champion du monde, derrière le Néerlandais Joris Nieuwenhuis.
Chez les élites, il devient rapidement le meilleur cyclo-crossman espagnol. De 2019 à 2025, il est champion d'Espagne sept fois de suite et remporte de nombreux cyclo-cross UCI en Espagne. Au niveau international, il est l'un des meilleurs coureurs en dehors de la Belgique et des Pays-Bas, les nations dominantes de ce sport, ce qui lui vaut plusieurs résultats dans le top 10 en Coupe du monde. En novembre 2023, il termine troisième au Jaarmarktcross Niel, qui fait partie du Superprestige, une première pour un Espagnol. Aux mondiaux de 2024, il prend la 10e place. Son résultat le plus significatif a lieu devant son public lors des championnats d'Europe 2024 à Pontevedra, où il est vice-champion d'Europe derrière le Belge Thibau Nys.
Pendant la saison estivale, Orts participe à des courses sur route et en VTT, mais sans résultats significatifs au niveau international. De 2021 à 2023, il est membre de l'équipe Burgos-BH, qu'il quitte pour fonder sa propre équipe avec laquelle il souhaite également se spécialiser dans les courses gravel.

## Palmarès en cyclo-cross
- 2012-2013
  -  Champion d'Espagne de cyclo-cross juniors
- 2013-2014
  - Champion de la Communauté valencienne de cyclo-cross
- 2014-2015
  - 2e du championnat d'Espagne de cyclo-cross espoirs
- 2015-2016
  -  Champion d'Espagne de cyclo-cross espoirs
  - Gran Premi del Valles, Les Franqueses del Vallès
  - Cyclo-Cross Internacional Ciudad de Valencia, Valence
  - 6e du championnat du monde de cyclo-cross espoirs
- 2016-2017
  -  Champion d'Espagne de cyclo-cross espoirs
  -  Médaillé d'argent du championnat du monde de cyclo-cross espoirs
- 2017-2018
  - Ziklo Kross Laudio, Llodio
  - Basqueland Zkrosa, Elorrio
  - Utsunomiya cyclo cross series, Utsunomiya
  - Ciclocros Joan Soler, Manlleu
  - Abadinoko Udala Saria Ziklokrosa, Abadino
  - 2e du championnat d'Espagne de cyclo-cross
- 2018-2019
  -  Champion d'Espagne de cyclo-cross
  - Ciclocross International Xaxancx, Marín
  - Ziklokross Laudio, Llodio
  - Gran Premi Internacional ciutat de Vic, Vic
  - Abadiñoko udala saria, Abadiano
  - Trofeo San Andrés, Ametzaga de Zuia
  - Utsunomiya cyclo cross #2, Utsunomiya
- 2019-2020
  -  Champion d'Espagne de cyclo-cross
  - Coupe d'Espagne #1, Llodio
  - Coupe d'Espagne #2, Elorrio
  - Coupe d'Espagne #6, Valence
  - Gran Premi Les Franqueses, Les Franqueses del Vallès
  - Ciclocross Manlleu, Manlleu
  - Gran Premi Internacional Ciutat de Vic, Vic
  - Ziklo Kross Igorre, Igorre
  - Ciclo-cross Ciudad de Xàtiva, Xàtiva
  - 2e de l'EKZ CrossTour
  - 9e du championnat d'Europe de cyclo-cross
- 2020-2021
  -  Champion d'Espagne de cyclo-cross
  - Classement général de la Coupe d'Espagne de cyclo-cross
    - Coupe d'Espagne #1, Sueca
    - Coupe d'Espagne #3, Xàtiva
    - Coupe d'Espagne #4, Valence

  - 7e du championnat d'Europe de cyclo-cross
- 2021-2022
  -  Champion d'Espagne de cyclo-cross
  - Ciclocross Internacional Xaxancx, Marín
  - Grand-prix de la Commune de Contern, Contern
  - Elorrioko Basqueland Ziklokrosa, Elorrio
  - Ciclo-cross Ciudad de Xàtiva, Xàtiva
  - Ciclocross Internacional Ciudad de València, Valence
- 2022-2023
  -  Champion d'Espagne de cyclo-cross
  - Ciclocross Internacional Lago de As Pontes, As Pontes de García Rodríguez
  - Ciclocross Internacional Concello de Ribadumia, Ribadumia
  - Coupe d'Espagne #8, Xàtiva
  - 6e du championnat d'Europe de cyclo-cross
- 2023-2024
  -  Champion d'Espagne de cyclo-cross
  - Ciclocross Internacional Xaxancx, Marín
  - Ciclocrosse de Melgaço, Melgaço
  - I Ciclocross Internacional Ciudad de Tarazona, Tarazona
  - Coupe d'Espagne #7, Xàtiva
  - Coupe d'Espagne #8, Valence
  - 3e de la Coupe d'Espagne
  - 9e du championnat d'Europe de cyclo-cross
  - 10e du championnat du monde de cyclo-cross
- 2024-2025
  -  Champion d'Espagne de cyclo-cross
  - Internationale Cyclocross Rucphen, Rucphen
  -  Médaillé d'argent du championnat d'Europe de cyclo-cross
  -  Médaillé de bronze du championnat d'Europe de cyclo-cross en relais mixte
  - 8e de la Coupe du monde de cyclo-cross

## Palmarès sur route
- 2014
  - Champion de la Communauté valencienne du contre-la-montre espoirs
- 2015
  - 3e du championnat de la Communauté valencienne du contre-la-montre espoirs
- 2017
  - Champion de la Communauté valencienne du contre-la-montre espoirs
- 2018
  - 2e du Trofeo Santa Quiteria
  - 2e du championnat de la Communauté valencienne sur route
- 2019
  - Subida al Castillo de Cuéllar
  - Trofeo Santa Quiteria
  - 3e étape du Tour de Salamanque
  - 1re étape du Tour de Valence
- 2020
  - Xacobeo 2021
  - Classement général du Tour d'Alicante
  - 3e du championnat d'Espagne du contre-la-montre amateurs